# Hyla squirella
Hyla squirella är en groddjursart som beskrevs av Bosc in Daudin 1800. Hyla squirella ingår i släktet Hyla och familjen lövgrodor. IUCN kategoriserar arten globalt som livskraftig. Inga underarter finns listade i Catalogue of Life.
Artepitet i det vetenskapliga namnet betyder ekorre. Det valdes på grund av artens läte vid regnfall som påminner om en ekorrens läte.
Denna groda har oftast en grön eller brun grundfärg med vita eller gula punkter. De flesta exemplar har en ljusare region på övre läppen. Kroppslängden ligger mellan 22 och 44 mm.
Utbredningsområdet sträcker sig från södra Texas till Florida och till södra Virginia. Populationerna på större öar sydost om Florida introducerades av människor. Habitatet varierar mellan skogar, annan växtlighet intill vattenansamlingar, trädgårdar och stadsparker.
Individerna är aktiva på natten och de klättrar vanligen i träd eller på byggnadernas tak för att jaga insekter. Viloplatsen kan ligga likaså i träd eller på marken. Fortplantningstiden kan sträcka sig från mars till oktober men i nordliga trakter är den kortare. Äggen läggs i diken, i pölar, i dammar och i träskmarker.